# 2015年巴西聖保羅省聯賽
The 2015年巴西聖保羅州聯賽，是第114屆聖保羅的省頂級聯賽，衛冕冠軍為伊圖諾。